# 音羽しのぶ
音羽 しのぶ（おとわ しのぶ、1977年3月16日 - ）は、山口県下関市出身の演歌歌手。ゴールデンミュージックプロモーション所属。

## 経歴
下関市彦島で生まれ、厚狭郡山陽町（現・山陽小野田市）で育った。厚狭小学校・厚狭中学校出身。1991年、第15回長崎歌謡祭でグランプリを受賞。
堀越高等学校在学中の1992年11月21日、現役女子高生演歌歌手として「司　千恵子（つかさ ちえこ）」の芸名でソニーレコードから「涙という名の港町」でデビュー。1994年6月1日には「雪岬」をリリースするがヒットには恵まれなかった。その後作曲家・水森英夫に師事し、1999年11月20日に「森川 美里（もりかわ みさと）」に改名し「幸せはぐれ」で再デビュー。ソニーの演歌歌手初のオフィシャルホームページも開設されたが、ヒットしなかった。
さらにその後、その水森の元でレッスンを積み直し、2001年9月5日、「音羽 しのぶ」の芸名でキングレコード創業70周年記念アーティストとして再々デビュー。芸名はキングレコード本社のある「東京都文京区音羽」から水森が命名した。またファッション・プロデューサーに神田うのを迎え、神田うのデザインの奇抜な衣装でワイドショーなどに積極的に出演。デビュー曲「しのぶの渡り鳥」がヒットし、同年第43回日本レコード大賞新人賞を受賞した。
2002年、第35回日本有線大賞有線音楽賞受賞。2004年、シングル「泣き酒」にちなみ、山口県地酒大使に任命された。2005年、第38回日本有線大賞有線音楽賞受賞。
2012年12月を最後に活動休止していたが、2018年吉村ちえことして再始動、ジャンルにこだわらない音楽活動に取り組む。

## ディスコグラフィー

### シングル
- 13：しのぶ名義

| #          | 発売日          | 曲順 | タイトル           | 作詞           | 作曲     | 編曲       | 規格品番   |
| ---------- | --------------- | ---- | ------------------ | -------------- | -------- | ---------- | ---------- |
| 司千恵子   |                 |      |                    |                |          |            |            |
| 1          | 1992年 11月21日 | 01   | 涙という名の港町   | 丹古晴己       | 飯田譲   | 前田俊明   | SRDL-3573  |
| 1          | 1992年 11月21日 | 02   | 音ずれ川           | 丹古晴己       | 飯田譲   | 前田俊明   | SRDL-3573  |
| 2          | 1994年 6月1日   | 01   | 雪岬               | 丹古晴己       | 伊藤雪彦 | 丸山雅仁   | SRDL-3808  |
| 2          | 1994年 6月1日   | 02   | よされ海峡         | 北野彩         | 飯田譲   | 丸山雅仁   | SRDL-3808  |
| 森川美里   |                 |      |                    |                |          |            |            |
| 1          | 1999年 11月20日 | 01   | 幸せはぐれ         | 麻こよみ       | 水森英夫 | 石倉重信   | SRDL-4673  |
| 1          | 1999年 11月20日 | 02   | ひとりぼっち       | 麻こよみ       | 水森英夫 | 石倉重信   | SRDL-4673  |
| 音羽しのぶ |                 |      |                    |                |          |            |            |
| 1          | 2001年 9月5日   | 01   | しのぶの渡り鳥     | 松井由利夫     | 水森英夫 | 伊戸のりお | KIDX-615   |
| 1          | 2001年 9月5日   | 02   | うす紅             | 松井由利夫     | 水森英夫 | 伊戸のりお | KIDX-615   |
| ２         | 2002年 5月21日  | 01   | しのぶの一番纏     | 松井由利夫     | 水森英夫 | 伊戸のりお | KIDX-680   |
| ２         | 2002年 5月21日  | 02   | 酒がたり           | 松井由利夫     | 水森英夫 | 伊戸のりお | KIDX-680   |
| ３         | 2002年 10月22日 | 01   | 昔の彼に逢うのなら | 田久保真見     | 水森英夫 | 若草恵     | KICM-17    |
| ３         | 2002年 10月22日 | 02   | 二年酒             | 田久保真見     | 水森英夫 | 若草恵     | KICM-17    |
| 4          | 2003年 2月25日  | 01   | 最終霧笛           | 木下龍太郎     | 水森英夫 | 前田俊明   | KIDX-726   |
| 4          | 2003年 2月25日  | 02   | 女の旅路           | 石本美由起     | 水森英夫 | 前田俊明   | KIDX-726   |
| 5          | 2004年 1月1日   | 01   | 泣き酒             | 松井由利夫     | 水森英夫 | 佐伯亮     | KICM-807   |
| 5          | 2004年 1月1日   | 02   | 大瀬崎灯台         | 松井由利夫     | 水森英夫 | 南郷達也   | KICM-807   |
| 6          | 2004年 7月7日   | 01   | 明日川             | 木下龍太郎     | 岡千秋   | 伊戸のりお | KICM-834   |
| 6          | 2004年 7月7日   | 02   | 三陸海岸           | たきのえいじ   | 岡千秋   | 伊戸のりお | KICM-834   |
| 7          | 2005年 2月23日  | 01   | 佐渡なさけ         | 水木れいじ     | 弦哲也   | 前田俊明   | KICM-876   |
| 7          | 2005年 2月23日  | 02   | 故郷よ…            | 仁井谷俊也     | 弦哲也   | 前田俊明   | KICM-876   |
| 8          | 2005年 8月24日  | 01   | 二年酒             | 田久保真見     | 水森英夫 | 若草恵     | KICM-8908  |
| 8          | 2005年 8月24日  | 02   | しのぶの唄祭り     | 水木れいじ     | 水森英夫 | 池多孝春   | KICM-8908  |
| 9          | 2006年 2月1日   | 01   | 風の吹きよで       | 星野哲郎       | 叶弦大   | 南郷達也   | KICM-933   |
| 9          | 2006年 2月1日   | 02   | おんなの信濃路     | 仁井谷俊也     | 叶弦大   | 前田俊明   | KICM-933   |
| 10         | 2006年 7月26日  | 01   | 花燃え             | 松井由利夫     | 徳久広司 | 前田俊明   | KICM-30028 |
| 10         | 2006年 7月26日  | 02   | ことぶき丸         | 松井由利夫     | 徳久広司 | 前田俊明   | KICM-30028 |
| 11         | 2007年 3月7日   | 01   | 最上川恋唄         | 松井由利夫     | 遠藤実   | 前田俊明   | KICM-30066 |
| 11         | 2007年 3月7日   | 02   | 女・十年           | 松井由利夫     | 遠藤実   | 前田俊明   | KICM-30066 |
| 12         | 2008年 5月21日  | 01   | 周防灘             | 仁井谷俊也     | 水森英夫 | 前田俊明   | KICM-30143 |
| 12         | 2008年 5月21日  | 02   | おんな上州路       | 仁井谷俊也     | 水森英夫 | 前田俊明   | KICM-30143 |
| 13         | 2009年 7月23日  | 01   | 名前の無い恋       | 紙中礼子       | 花岡優平 | 宮崎慎二   | KICM-30228 |
| 13         | 2009年 7月23日  | 02   | 愛はときおり…      | 花岡優平       | 花岡優平 | 宮崎慎二   | KICM-30228 |
| 14         | 2010年 3月24日  | 01   | 女…そして女        | たかたかし     | 市川昭介 | 南郷達也   | KICM-30266 |
| 14         | 2010年 3月24日  | 02   | しのび泣き         | たかたかし     | 市川昭介 | 南郷達也   | KICM-30266 |
| 15         | 2011年 1月12日  | 01   | 愛はときおり…      | 花岡優平       | 花岡優平 | 宮崎慎二   | KICM-30303 |
| 15         | 2011年 1月12日  | 02   | 母のピアノ         | 峰崎林二郎     | 花岡優平 | 吉田弥生   | KICM-30303 |
| 16         | 2011年 7月27日  | 01   | 箱根峠             | 関口義明       | 水森英夫 | 南郷達也   | KICM-30372 |
| 16         | 2011年 7月27日  | 02   | 瀬戸内みれん       | 仁井谷俊也     | 水森英夫 | 南郷達也   | KICM-30372 |
| 17         | 2012年 5月23日  | 01   | 江差情歌           | つつみりゅうじ | 弦哲也   | 前田俊明   | KICM-30432 |
| 17         | 2012年 5月23日  | 02   | 会津・城下町       | つつみりゅうじ | 弦哲也   | 前田俊明   | KICM-30432 |

### アルバム
- 昭和の流行歌（2002年3月27日）
- 最終霧笛〜しのぶの渡り鳥ベスト13（2003年8月27日）
- しのぶリメンバー　名前の無い恋（2009年8月26日）

## 出演

### テレビ
- 歌謡サロン・演歌がええじゃん（チバテレほか）（2009年7月1日 - ）司会 - 谷本知美と隔週で担当。「音羽しのぶ」ではなく「しのぶ」名義で出演している。